# Cranaë glabra
Cranaë glabra är en insektsart som beskrevs av Willemse, F.M.H. 1977. Cranaë glabra ingår i släktet Cranaë och familjen gräshoppor. Inga underarter finns listade i Catalogue of Life.